# Garut
Garut (oude spelling: Garoet) is de hoofdplaats van het gelijknamige gebied (Kabupaten Garut) in de provincie West-Java te Indonesië. Het ligt op ongeveer 770 meter hoogte en haar bijnaam is de "Diamantstad" (Kota Intan).
Het ligt tussen Bandoeng en Tasikmalaya.
Er zijn in de omgeving kraters, zwavelbronnen, meren en visvijvers.

## Geschiedenis

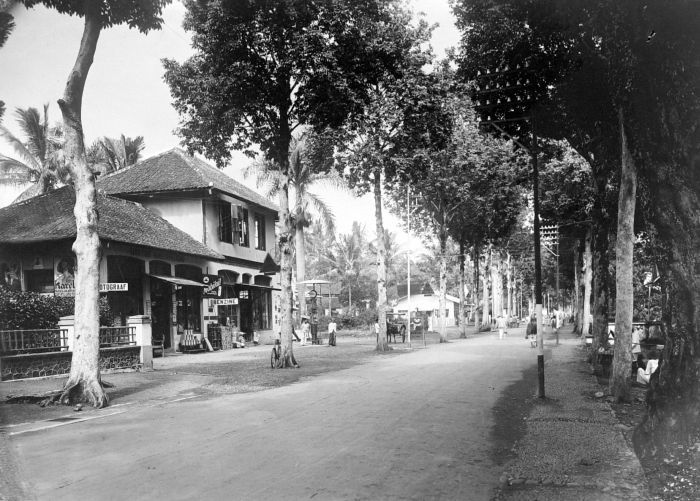
De hoofdweg van Garoet in 1936

Op het centrale plein (de alun-alun) stond van 1899-1942 een standbeeld van de theeplanter Karel Frederik Holle, die hier als een van de "Heren van de Thee" deze cultuur introduceerde.
In de jaren dertig van de vorig eeuw was het een geliefd bergoord mede door aanwezigheid van een treinstation. Er was een sociëteit waar ook de planters samenkwamen en waar festiviteiten plaatsvonden. Er waren grote hotels als Papandajan, Villa Dolce en Ngamplang. Er waren sportvelden, tennisbanen, een golfbaan, terreinen voor paardenrennen en voetbalvelden. Er was een Europese lagere school en er was al een autobusverbinding met Bandoeng.

## Trivia
- De Dodol Garut is een bekende lokale delicatesse bestaande uit koekjes van kleefrijst met kokos en palmsuiker.
- De lichtgroene uniformen van het KNIL waren gemaakt van "garoetstof".
- Het ligt aan de voet van de vulkaan Guntur (Donder).
- Er zijn 3 schepen naar vernoemd, één bij de Nederlandse marine (HMS Garoet), een passagiers annex vrachtschip van de Rotterdamsche Lloyd (gebouwd 1917-getorpedeerd 1944) en daarna nog een schip voor deze maatschappij (vanaf 1947).
- Vanuit deze plaats schreef Eddy du Perron in 1937 enige gepubliceerde brieven aan Menno ter Braak.
- Het station van Garoet wordt genoemd in het boek "De stille kracht" van Louis Couperus.
- De Koninklijke Militaire Academie, die in Nederland gesloten was, werd hier gevestigd van januari-maart 1942.
- Een Djeroek Garoet (moderne spelling: Jeruk Garut) is een mandarijn.

## Geboren in Garut
- Dé Kessler (11 augustus 1891 – 6 september 1943), Nederlandse voetballer en cricketspeler.
- Ida Widawati (7 januari 1956), een van de bekendste Tembang Sunda-zangeressen van Indonesië.
- George Jean de Ceuninck van Capelle (24 augustus 1902 - 2 juni 2003), eerste in Nederlands Indië geboren en opgeleide politie-officier, Hoofd van de dienst der Politie. Later, topambtenaar en directielid bij het CBR
- Johannes Christiaan Hoekendijk (3 mei 1912 - 26 juni 1975), hoogleraar in de godgeleerdheid aan het Union Theological Seminary in New York en voorheen hoogleraar in de kerkenkunde en oecumenica aan de Rijksuniversiteit te Utrecht.